# إضافة مع وضد
إضافة مع وضد (syn and anti addition) في الكيمياء العضوية هي أساليب في تمييز وتسمية المستبدلات المضافة إلى الرابطة المضاعفة أو الرابطة الثلاثية.

## إضافة «مع»Syn
تكون الإضافة من النمط «مع» Syn في حال تمت إضافة مستبدلين إلى الوجه ذاته (أو الطرف نفسه) من الرابطة المضاعفة أو الثلاثية، ويرافق ذلك انخفاض في رتبة الرابطة.
من الأمثلة على ذلك أكسدة الألكينات إلى الديولات الموافقة باستخدام مؤكسد مناسب مثل أكسيد الأوزميوم الثماني OsO4 أو بيرمنغنات البوتاسيوم KMnO4.

## إضافة «ضد»Anti
تكون الإضافة من النمط «ضد» Anti في حال تمت إضافة مستبدلين إلى وجهين متقابلين من الرابطة المضاعفة أو الثلاثية، ويرافق ذلك أيضاً انخفاض في رتبة الرابطة.
من الأمثلة التقليدية على ذلك تفاعل هلجنة الألكينات.

## اقرأ أيضاً
- تفاعل إضافة